# Montagne de Vuache
Der Montagne de Vuache ist ein 1.105 Meter hoher Bergrücken im französischen Département Haute-Savoie nahe der Grenze zur Schweiz.

## Geographie
Der Bergrücken gehört zum südlichen Jura und besteht überwiegend aus Kalkstein. Er erstreckt sich geradlinig von Nordnordwesten nach Südsüdosten, ist ca. 14 Kilometer lang und zwischen 1,5 und drei Kilometer breit. Nach Norden hin fällt der Vuache im Défilé de l’Écluse steil zur Rhône ab, seine geologische Schichtenfolge setzt sich jedoch in der gegenüberliegen Talflanke am Fuß des Grand Crêt d’Eau fort. Südlich seiner mit 1105 m höchsten Erhebung fällt der Bergrücken sanfter als an seiner Nordseite ab in das Genevois. An der Südabdachung befindet sich auf einer kleinen Passhöhe auf 606 m der Ort Chaumont, danach tieft sich das Gelände in die Schlucht des Fornant ein, einem Zufluss der Usses. Jenseits der Schlucht bildet der 702 m hohe Le Mont oder Le Mont de Musièges die südlichste Fortsetzung des Vuache.
Die Region um den Berg ist aufgrund des Vuache-Grabens seismologisch aktiv. So ereignete sich am 15. Juli 1996 ein Erdbeben der Stärke 5,2 auf der Richterskala in zwei Kilometern Tiefe.
Weitere Dörfer und Gemeinden an den Hängen des Vuache sind im Westen Arcine, Clarafond-Arcine und Chilly, im Osten Chevrier, Vulbens, Raclaz und Murcier. Durch den Berg führt der Vuache-Tunnel der Autobahn A40, die von Lyon nach Genf führt.